# Berghülen
Berghülen es un municipio situado en el distrito de Alb-Danubio, en el estado federado de Baden-Wurtemberg (Alemania), con una población a finales de 2016 de unos 1939 habitantes.
Se encuentra ubicado al este del estado, en la región de Tubinga, cerca de la orilla del río Danubio, de la ciudad de Ulm y de la frontera con el estado de Baviera.